# زيدكي (كاركيفسكا)

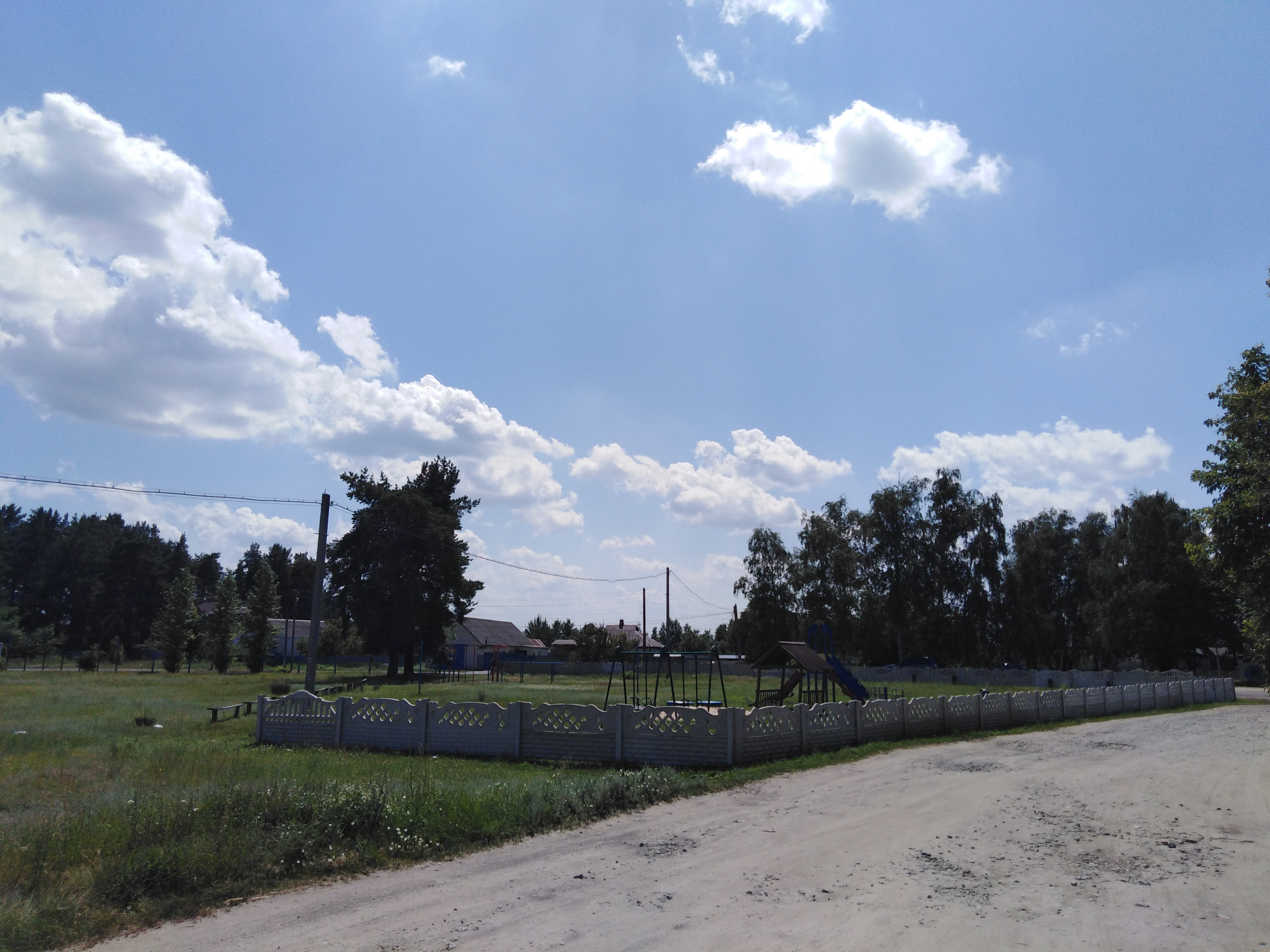
قرية زيدكي، منطقة زمييفسكي، أوكرانيا.

زيدكي (Зідьки) هي مدينة في مقاطعة كاركيفسكا في أوكرانيا.
يبلغ عدد سكانها حوالي 3918  نسمة.